# Dyggve
Dyggve - também referido como Dyggva em nórdico antigo - foi um rei lendário dos Suíones cuja existência não está comprovada. É mencionado na Saga dos Inglingos do historiador islandês Snorri Sturluson do século XIII. É ainda objeto de citação breve na História da Noruega, um manuscrito norueguês do século XII, e na Íslendingabók, um manuscrito islandês do século XII. Segundo estas fontes pertenceu à Casa dos Inglingos, sendo filho do rei Domar e da rainha Drott, e pai do rei Dagero, o Sábio. Foi o primeiro da sua linhagem a usar o título de konung (literalmente "rei"). Morreu de morte natural (sotdöd).